# Бркляча, Марко
Ма́рко Бркля́ча (хорв. Marko Brkljača; родился 15 июля 2004, Задар) — хорватский футболист, полузащитник клуба «Хайдук Сплит».

## Футбольная карьера
Марко — уроженец города Задар, находящегося в центральной части побережья Адриатики и являющегося центром жупании Задар. Занимался футболом в команде «Велебит» из города Бенковац. В 10 лет перебрался в академию одного из ведущих хорватских клубов — «Хайдука». С сезона 2021/2022 — игрок основной команды. 21 сентября 2021 года дебютировал за неё в поединке Кубка Хорватии против «Примораца», выйдя на поле на замену на 78-й минуте вместо Александра Качаниклича. 17 октября 2021 года Марко также дебютировал и в чемпионате, поединком против «Шибеника», выйдя на замену на 74-й минуте вместо Стипе Биука.
В октябре 2021 попал в список 60 лучших молодых футболистов в мире, родившихся в 2004 году, ежегодно составляемый британским изданием The Guardian. Специалисты выделяют его мягкую обработку мяч и хорошие физические кондиции..
Также Марко выступал за юношеские сборные Хорватии различных возрастов.

## Статистика выступлений
| Клуб             | Сезон            | Лига             | Лига  | Лига | Кубок | Кубок | Междунар. | Междунар. | Всего | Всего |
| Клуб             | Сезон            | Лига             | Матчи | Голы | Матчи | Голы  | Матчи     | Голы      | Матчи | Голы  |
| ---------------- | ---------------- | ---------------- | ----- | ---- | ----- | ----- | --------- | --------- | ----- | ----- |
| Хайдук           | 2021/2022        | Первая Лига ХФЛ  | 1     | 0    | 1     | 0     | 0         | 0         | 2     | 0     |
| Всего за карьеру | Всего за карьеру | Всего за карьеру | 1     | 0    | 1     | 0     | 0         | 0         | 2     | 0     |